# The Devil Wears Prada (hudební skupina)
The Devil Wears Prada je americká metalcoreová skupina z Daytonu v Ohiu, která vznikla v roce 2005. Svého času se skupina zaměřovala na křesťanský metalcore. Tvoří ji členové Mike Hranica (zpěv, doprovodná kytara), Jeremy DePoyster (rytmická kytara, zpěv), Kyle Sipress (sólová kytara, doprovodné vokály), Mason Nagy (baskytara), Jonathan Gering (klávesy, doprovodné vokály) a Giuseppe Capolupo (bicí).

## Historie
Skupina The Devil Wears Prada byla založena v roce 2005 v Daytonu ve státě Ohio a její název je odvozen od stejnojmenné novely.
Skupina vydala osm studiových alb: Dear Love: A Beautiful Discord (2006), Plagues (2007), With Roots Above and Branches Below (2009), Dead Throne (2011), 8:18 (2013) Transit Blues (2016), The Act (2019) a Color Decay (2022).
V kapele v minulosti působil klávesák James Baney, kytarista Chris Rubey, basista Andy Trick a bubeník Daniel Williams, který zemřel v květnu 2025, během havárie letadla v San Diegu.

## Členové

#### Současní členové
- Jeremy DePoyster – rytmická kytara, zpěv (2005–současnost)
- Mike Hranica – zpěv (2005–současnost); další kytary (2011–současnost)
- Kyle Sipress – sólová kytara, doprovodné vokály (2015–současnost)
- Jonathan Gering – klávesy, syntezátory, programování, doprovodné vokály (2019–současnost)
- Giuseppe Capolupo – bicí (2019–současnost)
- Mason Nagy – basová kytara (2019–současnost)

#### Bývalí členové
- James Baney – klávesy, syntezátory, programování (2005–2012)
- Chris Rubey – sólová kytara (2005–2015); doprovodné vokály (2011–2015)
- Daniel Williams – bicí (2005–2016, zemřel v roce 2025)
- Andy Trick – basová kytara (2005–2019)

#### Členové při turné
- Samuel Penner – sólová kytara (2013)

## Diskografie

#### Studiová alba
- Dear Love: A Beautiful Discord (2006)
- Plagues (2007)
- With Roots Above and Branches Below (2009)
- Dead Throne (2011)
- 8:18 (2013)
- Transit Blues (2016)
- The Act (2019)
- Color Decay (2022)

#### EP
- Zombie (2010)
- Space (2015)
- ZII (2023)
- Salt (2023)

#### Živá alba
- Dead & Alive (2012)